# Streckspinnverfahren
Als Streckspinnverfahren, auch Spinnstreckverfahren, (engl. spin-draw process) ist in der Chemiefaserherstellung die Zusammenfassung der zwei getrennten Prozessstufen Spinnen und Strecken (Verstrecken) in einem Arbeitsgang. Gegenüber dem Zwei-Stufen-Prozess werden die Produktionskosten gesenkt, die Produktivität erhöht und der Energieverbrauch verringert.
Das Streckspinnen wurde zuerst von Friedrich Lehner beim Herstellen von Kunstseide auf Basis von Cellulosenitrat Anfang der 1890er Jahre angewendet. Edmund Thiele setzte Anfang des 20. Jahrhunderts bei der J. P. Bemberg AG das Verfahren des Streckspinnens für das Herstellen der Kupferseide ein, wozu er das sogenannte Trichterspinnverfahren entwickelte. Allerdings scheiterte er in der Folgezeit bei der technischen Umsetzung seines Verfahrens an der Unzulänglichkeit seiner Spinnlösungen. Emil Elsässer brachte bei Bemberg durch Verwendung einer modifizierten Cuoxam-Lösung das Verfahren zur technischen Reife.
1934 wurde von Gruz und Rogowin nachgewiesen, dass das Trichterspinnen auch auf Viskose übertragen werden kann. Otto Eisenhut brachte Mitte der 1930er Jahre dieses Verfahren beim Spinnen von Kunstseide aus Viskose zur betrieblichen Reife, so dass es in der Thüringischen Zellwolle AG im betriebliche Großmaßstab betrieben werden konnte.
Schon Anfang der 1940er Jahre versuchte man beim Schmelzspinnen von Synthesefaserstoffen, das Spinnen und Verstrecken auf einer Maschine zu kombinieren. Das gelang mit befriedigenden Resultaten aber erst 30 Jahre später, da erst dann die notwendigen hohen Abzugsgeschwindigkeiten konstruktiv bewältigt werden konnten.